# Franz West

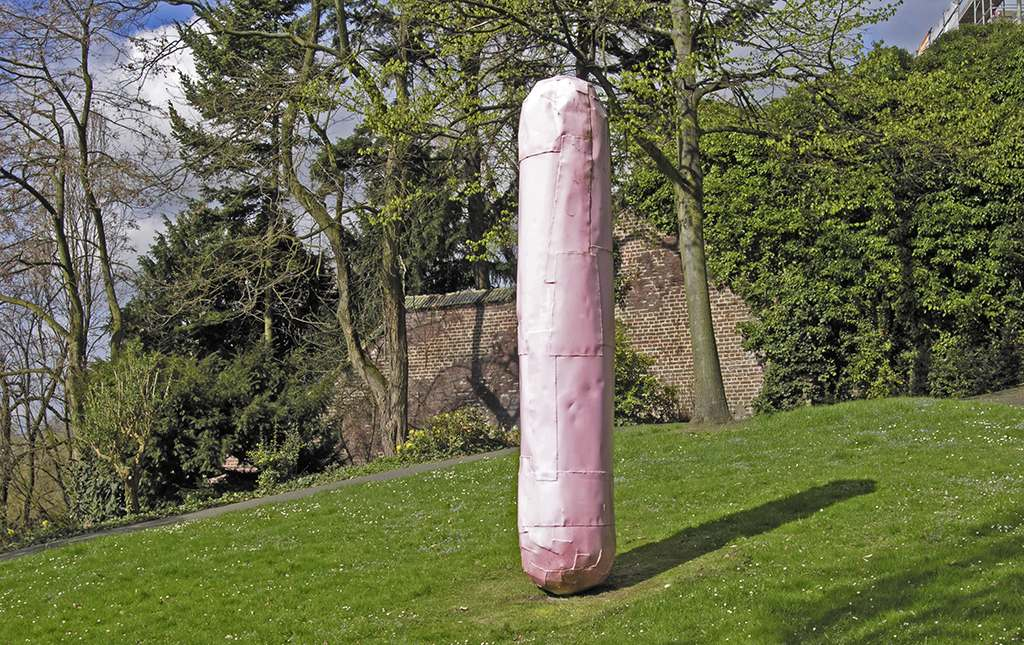
Flause, Museum Abteiberg i Tyskland, 1998

Franz West, född 15 februari 1947 i Wien, död där 26 juli 2012, var en österrikisk skulptör.
Franz West var yngre bror till den wienska arbetardiktaren Otto Kobalek (1930-95). Han utbildade sig på Akademie der bildenden Künste Wien för Bruno Gironcoli. Han arbetade framför allt med skulpturer och installationer, men också med grafik och performance.
Franz West svarade 1993 för Tysklands bidrag till Venedigbiennalen. Mellan 1992 och 1994 var han professor på Konsthögskolan i Frankfurt am Main. År 2011 fick han guldlejonet för livslångt verk på Venedigbiennalen.

## Verk i urval
- Who's who (1992) Österreichischer Skulpturenpark vid Graz i Österrike (tillsammans med Otto Zitko)
- Clamp (1995) Kröller-Müller Museum i Otterlo i Nederländerna
- Flause (1998) Museum Abteiberg vid Mönchengladbach
- Sphairos (1998) Middelheim Museum i Antwerpen i Belgien
- Viennoiserie (1998) Tate Modern i London i Storbritannien
- Paßstücke (1998/1999) Bonnefantenmuseum i Maastricht i Nederländerna
- QWest (2001) Beeldenroute Westersingel i Rotterdam i Nederländerna
- Adaptive (2003) Museum of Modern Art i New York i USA
- Spalt (2003) Tjuvholmens skulpturpark i Oslo
- Hain (2006) Museum van Hedendaagse Kunst Antwerpen i Antwerpen i Belgien

Franz West finns representerad vid bland annat Museum of Modern Art, Art Institute of Chicago, Museo Reina Sofía, Philadelphia Museum of Art, Tate Modern och Nordenfjeldske Kunstindustrimuseum och Saint Louis Art Museum.

## Fotogalleri

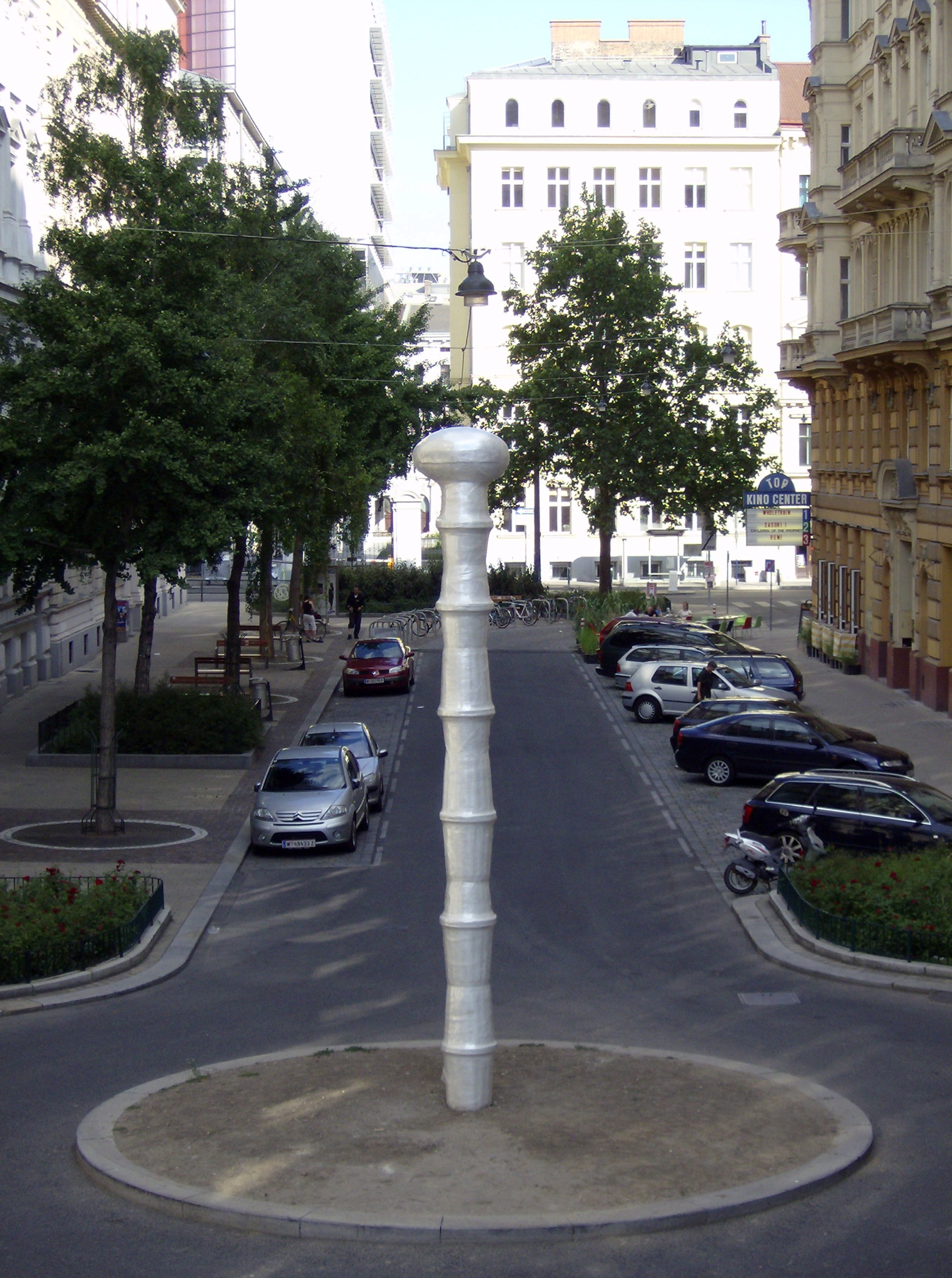
Gerngross-Säule (efter arkitekten Heidulf Gerngross, Wien
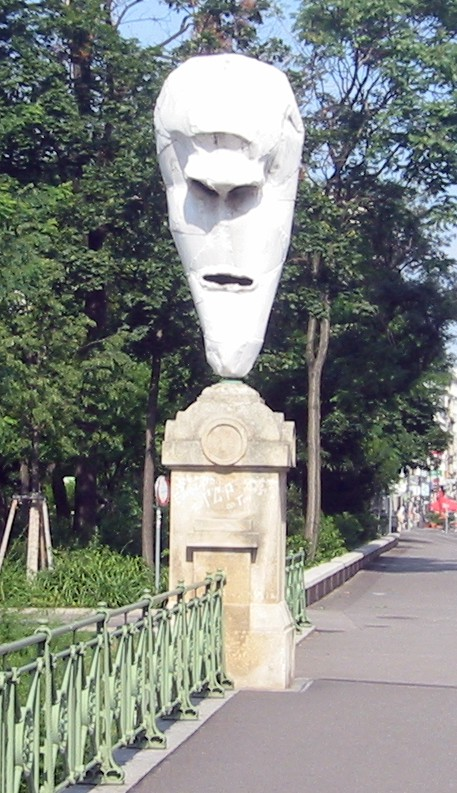
Lemurenkopf på Stubenbrücke i Wien
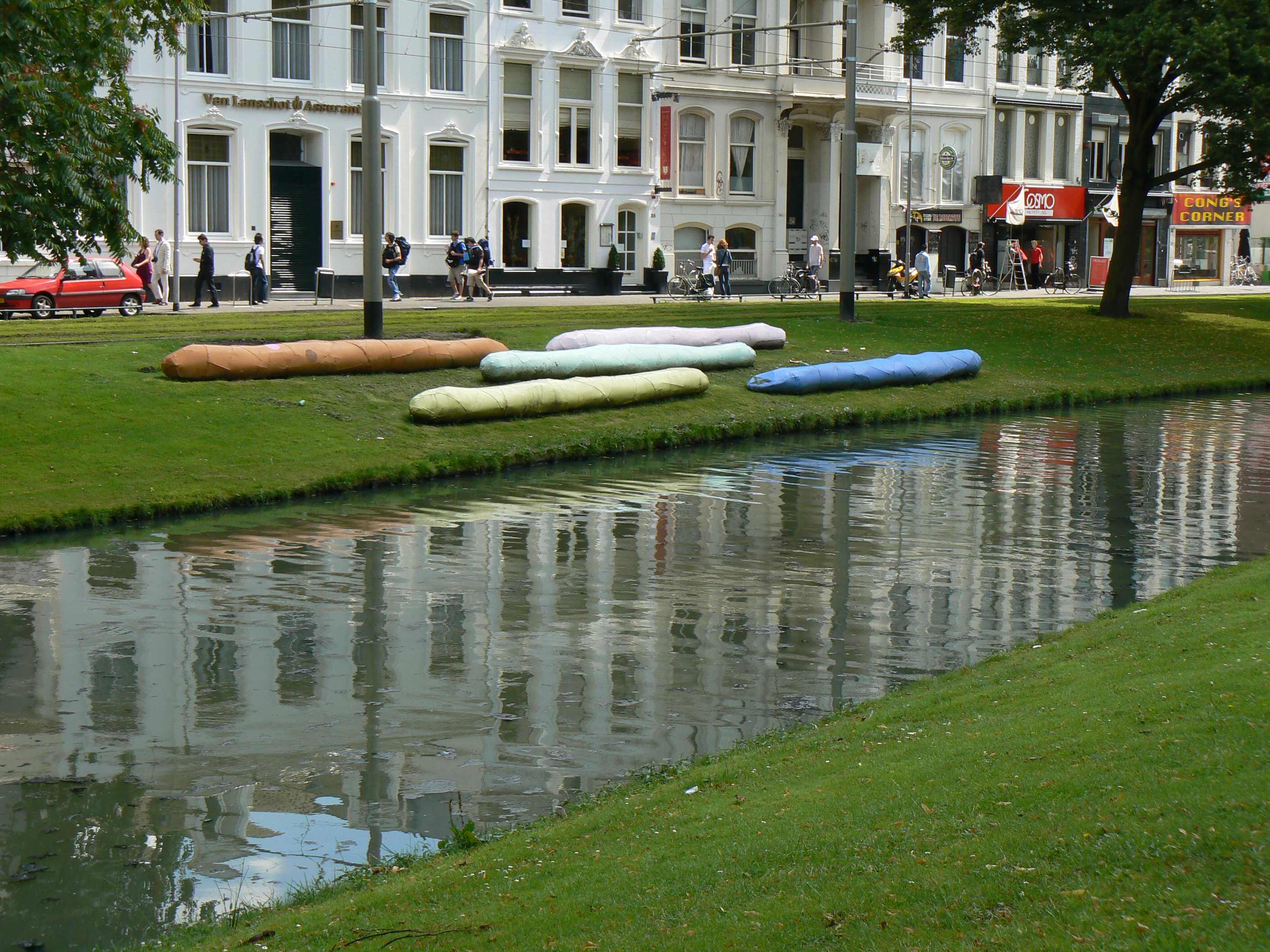
QWest vid Beeldenroute Westersingel i Rotterdam, 2001